# Força-Tarefa sobre Divulgações Financeiras Relacionadas ao Clima
A Força-Tarefa sobre Divulgações Financeiras Relacionadas ao Clima (TCFD, do Inglês, "Task Force on Climate Related Financial Disclosures") fornece informações aos investidores sobre o que as empresas estão fazendo para mitigar os riscos das mudanças climáticas, além de ser transparente sobre a forma como são governadas. Ele foi criado em dezembro de 2015 pelo Grupo dos 20 (G20) e pelo Conselho de Estabilidade Financeira [en] (FSB), e é presidido por Michael Bloomberg. Consiste em governança, estratégia, gerenciamento de riscos e métricas e metas. No Reino Unido, será obrigatório que as empresas informem sobre essas divulgações até 2025, embora algumas empresas tenham que informar antes.

## Origens do fracasso do Acordo de Paris
A TCFD foi criada como uma resposta às falhas do Acordo de Paris de 2015. O Acordo estabeleceu contribuições determinadas nacionalmente (NDCs), que demonstravam o compromisso de cada nação com o combate às mudanças climáticas.  Por um lado, a ONU e o Centro de Economia e Política de Mudanças Climáticas [en] saudaram o Acordo como “histórico” por garantir compromissos de NDC de 189 países.  Por outro lado, essas contribuições também são “amplamente reconhecidas como insuficientes para atingir a meta de manter o aquecimento global bem abaixo de 2 °C [en] ou os esforços para limitá-lo a 1,5 °C.” Uma das críticas mais significativas à abordagem NDC é a falta de transparência e de padrões internacionais pelos quais os países demonstram ou divulgam que estão cumprindo seus compromissos.
Para abordar as questões decorrentes do Acordo de Paris de 2015, o G20 e o FSB formaram o TCFD. Sob a presidência de Michael Bloomberg, a Força-Tarefa publicou recomendações destinadas a padronizar as divulgações mundiais relacionadas ao clima que poderiam “promover investimentos mais informados... e, por sua vez, permitir que as partes interessadas compreendam melhor as concentrações de ativos relacionados ao carbono nos setores financeiros”.

## TCFD no Reino Unido
Em 2015, o FSB criou a Força-Tarefa para desenvolver recomendações de divulgações voluntárias para empresas listadas.  No entanto, antes da cúpula da COP26 (2021), o Reino Unido respondeu ao claro “vácuo de liderança na governança da mudança climática” para se tornar o primeiro país do G20 a obrigar 1.300 das maiores empresas privadas do Reino Unido a divulgar dados relacionados ao clima de acordo com as recomendações do TCFD.
Em vez do regime anterior de “cumprir ou explicar”, o Chanceler do Tesouro do Reino Unido anunciou a obrigatoriedade de “cumprir e aplicar”, por meio do qual o governo “exigiria a divulgação de informações sobre o clima por grandes empresas privadas e instituições financeiras até 2025”. No entanto, de acordo com a Lei de Serviços e Mercados Financeiros de 2000 [en], s.89A F2(1)(a), embora a FCA possa criar novas regras que imponham requisitos de divulgação a empresas de capital aberto, ela não tem autoridade legal para impor essa divulgação a empresas privadas de capital fechado.

## Formação do ISSB
Anteriormente, não havia “nenhum padrão definido sobre como os dados climáticos deveriam ser verificados, ou por quem.  A maioria das... empresas que obtiveram dados climáticos verificados empregou uma empresa de engenharia ou consultoria, em vez de uma empresa de contabilidade..." No entanto, na COP26, o IFRS anunciou a formação do Conselho Internacional de Padrões de Sustentabilidade [en] (ISSB), para o qual o TCFD convergirá. O ISSB pretende trabalhar “em estreita cooperação” com o Conselho de Normas Internacionais de Contabilidade (IASB) para garantir a harmonização entre as normas contábeis do IFRS, baseadas em conceitos, e as normas de divulgação de sustentabilidade do ISSB.

## Conclusão
As mudanças climáticas representam um risco financeiro para a economia global. Isso inclui os riscos e as oportunidades apresentados pelo aumento das temperaturas, políticas relacionadas ao clima e tecnologias emergentes em nosso mundo em transformação.
O Financial Stability Board criou a Task Force on Climate-related Financial Disclosures (TCFD) para melhorar e aumentar a divulgação de informações financeiras relacionadas ao clima.
Embora muitas empresas tenham aumentado seus esforços para melhorar as operações sustentáveis nos últimos anos, e os investidores estejam buscando cada vez mais a integração de governança ambiental, social e corporativa (ESG) em suas decisões de investimento, a falta de divulgação consistente e de dados confiáveis para avaliar, analisar e acompanhar o progresso continua sendo a maior barreira à divulgação. A TCFD foi criada para ajudar a resolver esses problemas. Espera-se que o Reino Unido vá além da abordagem “cumprir ou explicar”, com o objetivo de promover a divulgação obrigatória consistente do TCFD para os setores financeiros e não financeiros do Reino Unido até 2025, com um número significativo de requisitos obrigatórios em vigor até 2023. Especificamente, as regulamentações delineadas no relatório provisório da Força-Tarefa da TCFD abrangerão a maioria dos setores da economia, incluindo empresas comerciais listadas, grandes empresas privadas incorporadas no Reino Unido, bancos, sociedades de construção, seguradoras, gestores de ativos autorizados no Reino Unido, seguradoras de vida, planos de pensão exigidos pela FCA e planos de pensão ocupacionais.

## Links externos
- “O que é o TCFD e por que ele é importante?”. Deloitte. Recuperado em 06 de Julho de 2021.
- Vincent, Matthew (6 de março de 2020). “Empresas listadas no Reino Unido enfrentam divulgações obrigatórias sobre o clima”. Financial Times. Recuperado em 06 de Julho de 2021.
- Reiff, Nathan. “Força-tarefa sobre divulgações financeiras relacionadas ao clima (TCFD)”. Investopedia [en]. Recuperado em 06 de Julho de 2021.
- “Mudança climática: Pressão sobre grandes investidores para que atuem em prol do meio ambiente”. BBC News. 27 de fevereiro de 2020. Recuperado em 06 de Julho de 2021.